# Dominik Landertinger
Dominik Landertinger (* 13. března 1988, Braunau) je bývalý rakouský biatlonista, jehož největším úspěchem v kariéře jsou dvě stříbrné medaile ze ZOH 2010 ve Vancouveru a ZOH 2014 v Soči, a také zlatá medaile ze závodu s hromadným startem na MS v biatlonu 2009, stříbrná z vytrvalostního závodu na šampionátu v norském Oslu v roce 2016 a bronzová ze štafety z domácího šampionátu v Hochfilzenu 2017. Trénuje ho Reinhard Gösweiner. Dominik Landertinger je povoláním voják.
V roce 2020 oznámil ukončení reprezentační kariéry.

## Výsledky

### Olympijské hry a mistrovství světa
Landertinger je devítinásobným účastníkem mistrovství světa v biatlonu a dvojnásobným účastníkem zimních olympijských her. Jeho největším úspěchem v závodech jednotlivců je zlatá medaile ze závodu s hromadným startem z jihokorejského Pchjongčchangu v roce 2009. Na ZOH v ruské Soči pak získal stříbrnou medaili ve sprintu a na šampionátu v norském Oslu v roce 2016 vybojoval stříbro ve vytrvalostním závodě. V týmovém závodě se rovněž dokázal několikrát umístit na stupních vítězů, když nejprve dokázal se štafetou vybojovat stříbrné medaile na MS v Pchjongčchangu. Následně získal také stříbrnou medaili s rakouským týmem na olympiádě ve Vancouveru. Naposledy pak dokázal získat bronzové medaile ve štafetě na olympiádě v Soči a na MS v rakouském Hochfilzenu v roce 2017.
| Sezóna  | Akce | Místo                | SP  | SZ  | HZ  | IZ  | ŠT | SŠT | SZD | Věk    |
| ------- | ---- | -------------------- | --- | --- | --- | --- | -- | --- | --- | ------ |
| 2008/09 | MS   | Pchjongčchang        | 17. | 34. | 1.  | 6.  | 2. | –   | ×   | 21 let |
| 2009/10 | ZOH  | Vancouver            | 34. | 14. | 7.  | 23. | 2. | –   | ×   | 22 let |
| 2010/11 | MS   | Chanty-Mansijsk      | 49. | 46. | –   | 16. | 9. | 7.  | ×   | 23 let |
| 2011/12 | MS   | Ruhpolding           | 28. | 31. | 24. | 15. | 5. | –   | ×   | 24 let |
| 2012/13 | MS   | Nové Město na Moravě | 15. | 5.  | 6.  | 14. | 5. | 17. | ×   | 25 let |
| 2013/14 | ZOH  | Soči                 | 2.  | 10. | 7.  | 5.  | 3. | –   | ×   | 26 let |
| 2014/15 | MS   | Kontiolahti          | 39. | 15. | 24. | 28. | 5. | –   | ×   | 27 let |
| 2015/16 | MS   | Oslo                 | 9.  | 14. | 15. | 2.  | 4. | 5.  | ×   | 28 let |
| 2016/17 | MS   | Hochfilzen           | 17. | 21. | 7.  | 26. | 3. | 9.  | ×   | 28 let |
| 2017/18 | ZOH  | Pchjongčchang        | 25. | 26. | 12. | 3.  | 4. | –   | ×   | 29 let |
| 2018/19 | MS   | Östersund            | 21. | 34. | –   | 48. | 8. | 17. | –   | 30 let |
| 2019/20 | MS   | Antholz-Anterselva   | 31. | 40. | 17. | 3.  | 6. | 8.  | –   | 31 let |

Poznámka: Výsledky z mistrovství světa se započítávají do celkového hodnocení světového poháru, výsledky z olympijských her se dříve započítávaly, od olympijských her v Soči 2014 se nezapočítávají.

### Juniorská mistrovství
| Sezóna  | Akce | Místo   | SP | SZ | IZ | ŠT | Věk    |
| ------- | ---- | ------- | -- | -- | -- | -- | ------ |
| 2006/07 | MSJ  | Martell | –  | –  | –  | 1. | 19 let |

### Celkové hodnocení světového poháru
- Světový pohár v biatlonu 2007/2008 – 61. místo
- Světový pohár v biatlonu 2008/2009 – 11. místo
- Světový pohár v biatlonu 2009/2010 – 6. místo
- Světový pohár v biatlonu 2010/2011 – 34. místo
- Světový pohár v biatlonu 2011/2012 – 33. místo
- Světový pohár v biatlonu 2012/2013 – 3. místo
- Světový pohár v biatlonu 2013/2014 – 4. místo
- Světový pohár v biatlonu 2014/2015 – 22. místo

## Vítězství v závodech světového poháru

### Individuální
| Datum:          | Místo:                          | Disciplína:               |
| --------------- | ------------------------------- | ------------------------- |
| 21. února 2009  | Pchjongčchang, Jižní Korea (MS) | závod s hromadným startem |
| 27. března 2010 | Chanty-Mansijsk, Rusko          | závod s hromadným startem |

### Kolektivní
| Datum:            | Místo:               | Disciplína: |
| ----------------- | -------------------- | ----------- |
| 8. ledna 2009     | Oberhof, Německo     | štafeta     |
| 13. prosince 2009 | Hochfilzen, Rakousko | štafeta     |
| 9. ledna 2014     | Ruhpolding, Německo  | štafeta     |

### Profily
- Dominik Landertinger v databázi Mezinárodní biatlonové unie (anglicky)
- (anglicky) Profil Dominika Landertingera na stránkách FischerSports.com
- Dominik Landertinger v databázi Olympedia (anglicky)